# Hồ học

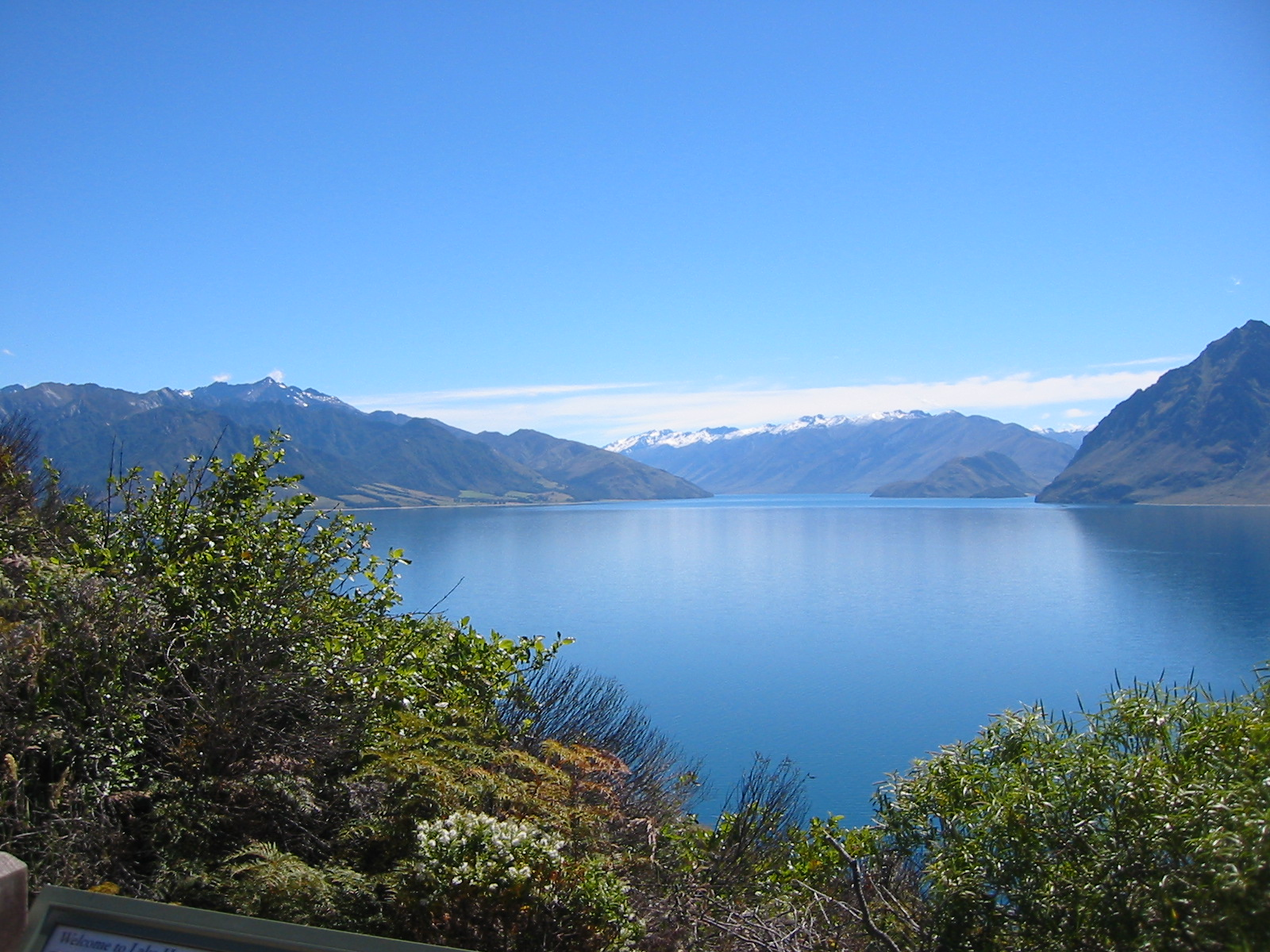
Lake Hawea, New Zealand

Hồ học nghiên cứu về các thể chứa nước trên đất liền. Nó thường được xem là một nhánh của sinh thái học hay khoa học môi trường. Lĩnh vực này liên quan đến sinh học, hóa học, vật lý, địa chất và các nhánh khác liên quan đến nước như nước chảy, nước mặn và nước ngọt, nước tự nhiên... Đối tượng nghiên cứu gồm ao hồ, sông, suối và các vùng đất ngập nước. Một chuyên ngành mới hình thành của hồ học gọi là hồ học cảnh quan, nghiên cứu, quản lý và bảo tồn các hệ sinh thái dưới nước liên quan theo khía cạnh cảnh quan.
Hồ học có quan hệ mật thiết với sinh thái học dưới nước và sinh vật học thủy sinh, các chuyên ngành này nghiên cứu các sinh vật sống dưới nước theo môi trường thủy văn của chúng.